# Директорія (Франція)
Директо́рія (фр. le Directoire) — у 1794–1799 керівний орган правління державою (уряд) в останній період Французької революції; також устрій та період в історії Франції. Правління Директорії характеризувалось лавіюванням між правими та лівими, що викликало постійні політичні кризи — найбільші у жерміналі та вандем'єрі, коли урядові війська вдавались до збройного придушення спочатку робітничих кварталів, а у вандем'єрі — і центральних, заможних секцій, керованих роялістами. Директорія (Виконавча Директорія) — уряд Французької республіки з листопада 1795 до листопада 1799 р. Результати термідоріанського перевороту 1794 р. були закріплені конституцією III року, виробленою й прийнятою Конвентом восени 1795 р. Сам Конвент розпускався (26 жовтня 1795 p.). Законодавча влада зосереджувалася в двох палатах — Раді п'ятисот та Раді старійшин; виконавча влада передавалася Директорії. Остання складалася з 5 чоловіків і щорічно оновлювалася на одну п'яту свого складу. У Директорію першого складу увійшли Л. М. Ла Ревельєр-Лепо, Ж. Ф. Ребель, Ф. Л. О. Летурнер, П. Баррас, Л. Н. Карно.

## Перші зміни
Найпершими заходами термідоріанців було ліквідація якобінського апарату диктатури. Комітет громадського порятунку було зведено до відомчої установи, що займалась питаннями зовнішньої політики та військовими справами, разом з ним було створено цілий ряд інших рівноправних комітетів. Було ліквідовано винагороду незаможним парижанам за участь у засіданні секцій (яка до цього становило 40 су), що фактично означало виведення бідноти з будь-якої політичної діяльності. Також були ліквідовані революційні комітети та народні товариства, оновлено склад Революційного трибуналу, після чого й він став деякою опорою режиму.

## Розпад термідоріанського блоку
Невдовзі після падіння якобінської диктатури Робесп'єра, термідоріанський блок почав розпадатись на так званих лівих («поміркованих якобінців») та правих термідоріанців. Активні учасники перевороту — Колло Д'Ербуа, Бійо-Варенн, Барер стали поступово витіснятись у Конвенті депутатами-дільцями (колишні спекулянти, хабарники та інші особи, яким у роки терору за такі провини загрожувала гільйотина), такими як Тальєн, Фрерон, Баррас, Лежандр та ін.